# Лён слабительный
Лён слаби́тельный или ленок слабительный (лат. Línum cathárticum) — вид однолетних и двулетних травянистых растений из рода Лён семейства Льновые.

## Ботаническое описание

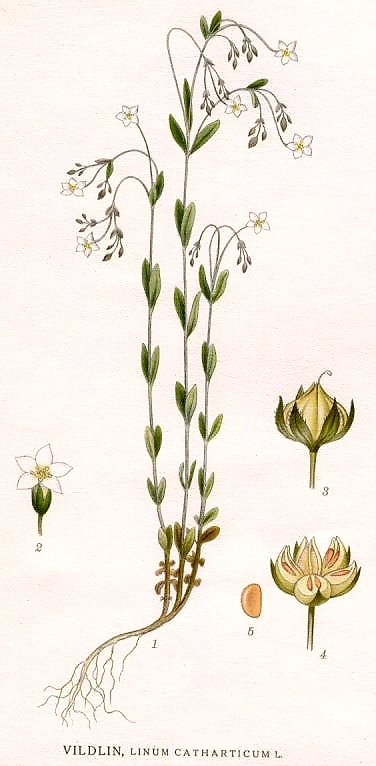

Однолетнее и двулетнее травянистое растение высотой 5—30 см с простым восходящим стеблем.
Листья относительно мелкие, копьевидно-яйцевидные, супротивные, сидячие, цельнокрайные, голые, только у основания стебля по краю реснитчатые.
Цветки собраны в вильчатое соцветие на длинных тонких цветоносах. Венчик белый. Время цветения — с середины июня до конца июля.
Плод — шаровидная коробочка.

## Распространение и экология
Гемикриптофит, распространён в Европе в различных климатических условиях, в Северной Африке (Марокко), Западной Азии (Иран и Турция), в Закавказье (Армения и Азербайджан).
В России встречается в европейской части, в том числе на Северном Кавказе.
Занесён и натурализовался почти повсюду в мире в районах с умеренным климатом.
Растёт в различных травянистых сообществах (за исключением базальных конгломератов), таких как молинии, поросли овсяницы.
Растёт на влажных участках материковых лугов, на полянах, в разреженных лесах, полях, в поймах ручьёв, на увлажнённых скалах.

## Значение и применение
Используют как слабительное.

## Классификация

### Таксономическое положение
- Linum catharticum L., 1753, Sp. Pl. : 281

Вид Лён слабительный относится к роду Лён (Linum) семейства Льновые (Linaceae) порядка Мальпигиецветные (Malpighiales), который последовательно включается в клады Фабиды → Розиды → Суперрозиды → Эвдикоты → Цветковые растения. Таксономическая схема в соответствии с Системой APG IV по состоянию на декабрь 2023 года:
|  |                          |  |                                   |                                   |                   |  | еще 35 семейств | еще 35 семейств |                      |  |  |  | еще 203 подтвержденных вида и 72 таксона, ожидающих подтверждения |
|  |                          |  |                                   |                                   |                   |  | еще 35 семейств | еще 35 семейств |                      |  |  |  | еще 203 подтвержденных вида и 72 таксона, ожидающих подтверждения |
|  |                          |  |                                   | порядок Мальпигиецветные          |                   |  |                 |                 | род Лён              |  |  |  |                                                                   |
|  |                          |  |                                   | порядок Мальпигиецветные          |                   |  |                 |                 | род Лён              |  |  |  |                                                                   |
|  | клада Цветковые растения |  |                                   |                                   | семейство Льновые |  |                 |                 | вид Лён слабительный |  |  |  |                                                                   |
|  | клада Цветковые растения |  |                                   |                                   | семейство Льновые |  |                 |                 |                      |  |  |  |                                                                   |
|  |                          |  | ещё 63 порядка цветковых растений | ещё 63 порядка цветковых растений |                   |  |                 | еще 8 родов     | еще 8 родов          |  |  |  |                                                                   |
|  |                          |  |                                   | ещё 63 порядка цветковых растений |                   |  |                 |                 | еще 8 родов          |  |  |  |                                                                   |

## Синонимы
- Cathartolinum catharticum (L.) Small
- Cathartolinum pratense Rchb.
- Linum diversifolium Gilib.
- Nezera cathartica (L.) Nieuwl.